# Kleiner Weltpokal
Der Kleine Weltpokal (Spanisch: Pequeña Copa del Mundo, offiziell Troféu Marcos Pérez Jiménez nach dem venezolanischen Präsidenten jener Zeit) war ein Einladungsturnier für Fußballvereinsmannschaften das zwischen 1952 und 1957 in Caracas, der Hauptstadt von Venezuela ausgespielt wurde. In Nachbetrachtung wird er gelegentlich wie die Copa Rio als ein Vorläufer des Weltpokals, welcher selbst 2005 durch die FIFA-Klub-Weltmeisterschaft ersetzt wurde, angesehen.
Genauso wie der Weltpokal war der Kleine Weltpokal auf europäische und südamerikanische Mannschaften beschränkt. Aus beiden Kontinenten wurden jedes Jahr zwei Teilnehmer eingeladen.
Gewinner:
1952:  Real Madrid
1953:  Millonarios FC
1953:  Corinthians São Paulo
1954: Turnier nicht ausgetragen
1955:  FC São Paulo
1956:  Real Madrid
1957:  FC Barcelona
Nach Einführung des Europapokals der Landesmeister und aufgrund von Sicherheitsproblemen in Venezuela wurde der Wettbewerb 1957 eingestellt. 1963 wurde der Wettbewerb unter dem Namen Taça Ciudad de Caracas erneut ins Leben gerufen. Von nun an variierte das Teilnehmerfeld zwischen drei und acht Mannschaften von geringerer Prominenz. 1975 wurde das Turnier zum letzten Mal ausgetragen. Gewinner war die Nationalmannschaft der DDR.
Gewinner:
1963:  FC São Paulo
1965:  Benfica Lissabon
1966:  FC Valencia
1967:  Athletic Bilbao
1969:  Spartak Trnava
1970:  Vitória Setúbal
1975:  Nationalmannschaft der DDR